# دار المنظر
دار المنظر هو دار أثري قديم وهو أحد القصور القديمة في عدن، التي يعود تاريخها إلى القرن السادس الهجري، بناها عمران بن محمد بن سبأ بن أبي سعود (ت. 560 هـ/1165 م). قال المستبصر: بناها الملك المعز إسماعيل بن طغتكين على جبل حقات.